# فينشنزو غاريوني
فينشنزو غاريوني (بالإيطالية: Vincenzo Garioni)‏ هو قائد عسكري إيطالي. تولى حكم مستعمرة طرابلس بين عامي (1913-1914) ثم حكم مستعمرتي طرابلس وبرقة معاً بين عامي (1918-1919).
عندما رُقّى إلى رتبة عقيد عام 1900، قاد البعثة العسكرية الإيطالية في الصين الرامية إلى قمع ثورة الملاكمين. ثُم كُلف أيام الحرب التركية الإيطالية باحتلال زوارة، وغدامس على الحدود الليبية-التونسية.
عندما دخلت إيطاليا الحرب العالمية الأولى عام 1915، قاد قاد الفيلق الإيطالي السابع، كما قاد بشكل مؤقت الجيش الإيطالي الثالث حتى وصول دوق أوستا.
قاد الفيلق الإيطالي الثاني (التابع للجيش الإيطالي الثاني) خلال معركة إيسونزو السادسة [الإنجليزية] في أغسطس 1916.